# Francesco Maria Ferreri
Francesco Maria Ferreri (ur. 14 października 1740 r., zm. stycznia 1814) – włoski duchowny katolicki, dwunasty biskup nikopolski od 1805 roku.

## Życiorys
Pochodził z Włoch, gdzie urodził się w 1740 roku. W młodości wstąpił do zakonu pasjonistów. 20 września 1805 roku papież Pius VII powołał go na ordynariusza nikopolskiego, jednej z diecezji katolickich położonej na terenie Bułgarii, należącej wówczas do Imperium Osmańskiego. Swoją funkcję pełnił aż do śmierci w 1814 roku.